# Polizeiruf 110: Laufsteg in den Tod
Laufsteg in den Tod ist ein deutscher Kriminalfilm von Hans Werner aus dem Jahr 2013. Es ist die 334. Folge innerhalb der Filmreihe Polizeiruf 110 und der 50. und zugleich letzte Fall für Schmücke und Schneider. Für die Oberkommissarin Nora Lindner (Isabell Gerschke) ist es der achte Fall.
Mit 9,37 Millionen Zuschauern ist es die erfolgreichste Polizeiruffolge seit fast 20 Jahren und die dritterfolgreichste Folge überhaupt.

## Handlung
Auf einem Modelcasting bricht die sechzehnjährige Lisa Benthin mit einem Kreislaufkollaps zusammen und stirbt. Nachdem sicher ist, dass das Mädchen vergiftet wurde, ermitteln die Kommissare Schmücke und Schneider zusammen mit Oberkommissarin Nora Lindner. Nach Aussage der Veranstalterin Sylvia Gregori war das Opfer keine Siegeskandidatin, weshalb ein Anschlag aus Konkurrenzneid unwahrscheinlich erscheint. Lisas Mutter kann sich nicht vorstellen, wer ihre Tochter so hat hassen können. Feinde hatte Lisa ihres Wissens nicht.
Die Kriminaltechnik findet inzwischen heraus, dass Lisa ein Getränk zu sich genommen hat, das Aconitin enthielt, ein Gift des Eisenhuts. Allerdings in so geringer Konzentration, dass es normalerweise nicht tödlich gewirkt hätte. Aufgrund der Bulimie,  unter der das Model litt, konnte das Gift schneller in die Blutbahn gelangen und hatte daher diese dramatische Wirkung.
Im Laufe der Ermittlungen gerät zunehmend der Fotograf Paolo Gregori unter Verdacht, da dieser zu Lebzeiten des Opfers ein Verhältnis mit ihr hatte und früher einmal wegen sexueller Nötigung unter Anzeige stand. Doch gibt es nicht genug Beweise, ihn in Untersuchungshaft zu nehmen.
Neben der Aufklärung des Mordes befasst sich Schmücke mit einem zurückliegenden, ungelösten Vermisstenfall. Auf einem der älteren Castingfotos meint er, das damals vermisste Mädchen Yvonne Lukas zu erkennen. Er hält es durchaus für möglich, dass beide Fälle gemeinsame Schnittpunkte haben.
Mitten im Casting verschwindet das Model Nadine, nachdem ihr angeblich ein lukrativer Modelvertrag angeboten wurde. Ihrem Freund, Martin Wulkesch, schreibt sie einen Abschiedsbrief, was dieser jedoch nicht so einfach akzeptiert. Er nimmt die Verfolgung auf, nachdem er sieht, wie Nadine in das Auto des zum Castingteam gehörenden Visagisten Jérôme Bonnair steigt.
Kurz zuvor stürzt Milena, ein weiteres Model, aus einem Hotelfenster. Die Ermittler erfahren, dass Milena auf der Suche nach ihrer drei Jahre jüngeren Schwester war, die ähnlich wie seinerzeit Yvonne Lukas verschwunden ist. Milena hatte sich nur als Model beworben, da sie den Verdacht hatte, dass die Castings nur ein Lockmittel waren und die Veranstalter die jungen Mädchen ins Ausland „verkauften“. So hat sie sich heimlich im Hotelzimmer des Visagisten Dateien kopiert, die sie auf die Spur der Menschenhändler und ihrer Schwester bringen sollten, doch hat Bonnair sie dabei ertappt und zum Schweigen gebracht.
Martin Wulkesch verfolgt noch immer Bonnair und Nadine. Bei dem Versuch, die beiden zu stoppen, verunglückt Bonnairs Wagen und er kommt dabei ums Leben. Nadine wird verletzt und ins Krankenhaus gebracht. Die Ermittler finden heraus, dass Martin Wulkesch schon seit längerem alles versucht hat, um seine Freundin von den Modelplänen abzubringen. Somit dürfte er das Gift in die Trinkflasche gegeben haben, die eigentlich für Nadine gedacht war, bei der es nur ein Unwohlsein bewirkt hätte. Als sie ihn darauf ansprechen, gibt er es unumwunden zu.
Schneider nimmt derweil Sylvia und Paolo Gregori wegen Menschenhandels fest, und Schmücke versucht, über Bonnairs Navigationsgerät das Fahrziel herauszufinden. Dabei gerät er direkt bis zu einem Bordell in Karlsbad und entdeckt dort Yvonne Lukas. Unter Amtshilfe der tschechischen Polizei wird der illegale Club aufgelöst und die dort festgehaltenen Mädchen werden befreit.
Nach Lösung des Falls beschließen Schmücke und Schneider, in den Ruhestand zu gehen.

## Hintergrund
Laufsteg in den Tod  wurde von der Saxonia Media Filmproduktion im Auftrag des MDR produziert. Die Dreharbeiten erfolgten in Wörlitz, Wittenberg, Dessau und der Baggerstadt Ferropolis.
Als Laufsteg in den Tod gesendet wurde, erfolgte zeitgleich der Auftakt der achten Staffel von Germany’s Next Topmodel auf ProSieben. Kritiker sehen den Krimi ein wenig als Anspielung auf das umstrittene Sendeformat. So wurde als Gaststar unter anderem Thomas Rath, ein ehemaliges Jurymitglied von „Germany's Next Topmodel“ engagiert, der im Polizeiruf einen Visagisten spielt. Ebenso ist Sara Kulka, eine der Topmodel-Anwärterin von 2012 mit dabei, die bei der siebenten Staffel den fünften Platz belegte.
Nach insgesamt 50 Fällen verabschieden sich Schmücke und Schneider vom Polizeiruf 110. Dem halleschen Team folgt das Magdeburger Duo Brasch und Drexler. In den letzten zehn Jahren begleitete sie der echte Kriminaltechniker Lutz Jeskulke aus Halle, der das Polizeiruf-Filmteam  schon seit 1996 zunächst beratend begleitete und später auch selber vor der Kamera mitwirkte.

## Rezeption

### Einschaltquoten
Die Erstausstrahlung von Laufsteg in den Tod am 3. März 2013 wurde in Deutschland von 9,37 Millionen Zuschauern gesehen und erreichte einen Marktanteil von 25,8 Prozent für Das Erste.

### Kritik
Für Spiegel-Online-Kritiker Christian Buß war dieser Polizeiruf nur „ein trauriger Abschied.“ Er schreibt sehr kritisch: „Mal abgesehen davon, dass dieses Konstrukt komplett hanebüchen ist – die posttraumatischen Aufräumarbeiten auf dem Laufstegstrich durch den alten Trenchcoatträger Schmücke sind in ihrer Vereinfachung geradezu verantwortungslos. Eines der jahrelang von älteren Herren missbrauchten Mädchen will in ihrer Scham nicht nach Hause zurück. Aber als ihr der Herr Kommissar sanft übers Haar streichelt, geht's ihr gleich besser. Schlimm. Diese geradezu zynische Szene am Ende des Films behält man dann von Schmücke in Erinnerung.“
Thomas Gehringer schreibt bei tittelbach.tv verhalten: „Schmücke und Schneider fallen in ihrem 50. und letzten Fall noch einmal in den betulichen Trott zurück. […] Reizvolle Story um Jugend, Vergänglichkeit und Menschenhandel, aber eine plumpe Parodie aufs Modebusiness, allzu schleppend erzählt. Die Kommissare nehmen unspektakulär und konsequent altväterlich Abschied.“
TV Spielfilm zeigte den Daumen nach oben und befand, „dieser Fall des betagten Duos kann sich sehen lassen“. Fazit: „Eine Abschiedsvorstellung nach Maß“.